# 20-as villamos (Prága)
A prágai 20-as jelzésű villamos a Divoká Šárka és a Sídliště Barrandov között közlekedik.

## Útvonala
| Sídliště Barrandov felé | Divoká Šárka felé |
| --- | --- |
| Divoká Šárka – Evropská – Svatovítská – Milady Horákové – Badeniho – Chotkova – Pod Bruskou – Klárov – Letenská – Malostranské náměstí – Karmelitská – Újezd – Štefánikova – Nádražní – Na Zlíchově – Hlubočepská – K Barrandovu – Lamačova – Tréglova – Werichova – Sídliště Barrandov | Sídliště Barrandov – Werichova – Tréglova – Lamačova – K Barrandovu – Hlubočepská – Na Zlíchově – Nádražní – Štefánikova – Újezd – Karmelitská – Malostranské náměstí – Letenská – Klárov – Pod Bruskou – Chotkova – Badeniho – Milady Horákové – Svatovítská – Evropská – Divoká Šárka |

## Megállóhelyei
| 0  | Divoká Šárka végállomás       | 51 | 26                                          |
| 1  | Vozovna Vokovice              | 49 | 26                                          |
| 2  | Nad Džbánem                   | 48 | 26                                          |
| 3  | Nádraží Veleslavín            | 47 | A 26 R24 R45 S5 S54                         |
| 4  | Červený Vrch                  | 46 | 26                                          |
| 5  | Sídliště Červený Vrch         | 44 | 26                                          |
| 7  | Bořislavka                    | 43 | A 26                                        |
| 8  | Na Pískách                    | 42 | 26                                          |
| 9  | Hadovka                       | 41 | 26                                          |
| 10 | Thákurova                     | 40 | 26                                          |
| 12 | Dejvická                      | 39 | A 26                                        |
| 13 | Vítězné náměstí               | 37 | 18, 26                                      |
| 16 | Hradčanská                    | 34 | A 1, 2, 8, 18, 25, 26 R24 R45 S5 S54        |
| 18 | Chotkovy sady                 | 31 | 2, 12, 18                                   |
| 21 | Malostranská                  | 28 | A 2, 12, 15, 18, 22, 23                     |
| 23 | Malostranské náměstí          | 25 | 12, 15, 22, 23                              |
| 24 | Hellichova                    | 23 | 12, 15, 22, 23                              |
| 26 | Újezd                         | 22 | 9, 12, 15, 22, 23 · Petřín siklóvasút       |
| 27 | Švandovo divadlo              | 21 | 9, 12, 15                                   |
| 29 | Arbesovo náměstí              | 20 | 9, 12, 15                                   |
| 32 | Anděl                         | 18 | B 4, 5, 6, 7, 9, 10, 12, 16, 21             |
| 34 | Na Knížecí                    | 15 | B · 4, 5, 7, 12, 21 · P5                    |
| 35 | Plzeňka                       | 14 | 4, 5, 12                                    |
| 37 | Smíchovské nádraží            | 13 | B 4, 5, 12 R10 R16 R18 R19 R26 S5 S6 S65 S7 |
| 38 | ČSAD Smíchov                  | 11 | 4, 5, 12                                    |
| 39 | Lihovar                       | 10 | 4, 5, 12 · P3                               |
| 41 | Zlíchov                       | 8  | 4, 5, 12                                    |
| 43 | Hlubočepy                     | 7  | 4, 5, 12                                    |
| 45 | Geologická                    | 4  | 4, 5, 12                                    |
| 47 | K Barrandovu                  | 3  | 4, 5, 12                                    |
| 48 | Chaplinovo náměstí            | 2  | 4, 5, 12                                    |
| 49 | Poliklinika Barrandov         | 1  | 4, 5, 12                                    |
| 51 | Sídliště Barrandov végállomás | 0  | 4, 5, 12                                    |